# Sjöbogöl (Gällaryds socken, Småland)
Sjöbogöl är en sjö i Värnamo kommun i Småland och ingår i Lagans huvudavrinningsområde.